# 達謝
達謝（波蘭語：Dasze，[ˈdaʂɛ]）是波蘭北部波德拉謝省哈伊努夫卡縣克莱什切莱市镇的村莊，鄰近白俄羅斯。

## 歷史
根據1921年的人口普查，該村莊中有104棟房屋，並有304人（162名男性及162名女性）居住於此。而當時的居民稱他們是屬於白俄羅斯藉及信奉東正教。在戰間期時，該村莊屬於別爾斯科镇的一部分.。